# Aftandil Israfilov
 (février 2024).
Aftandil Israfilov (en azéri: Aftandil Eynulla oğlu İsrafilov; né le 24 janvier 1941à Bakou et mort le 29 avril 2023 à Bakou) est un joueur d’accordéon, Artiste du peuple de la République d'Azerbaïdjan (1998), Artiste du peuple de la République du Daghestan (2008).

## Biographie
Aftandil Israfilov est né le 24 janvier 1941 à Bakou, en Azerbaïdjan. En 1961, il est admis à la faculté de construction civile de l'Institut polytechnique (aujourd'hui Université technique d'Azerbaïdjan). En raison de son intérêt pour l'accordéon, il abandonne ses études et consacre sa vie à la musique.
A. Israfilov crée un ensemble au sein d’ "Azkonsert" dont il assure la direction artistique. Aftandil Israfilov, après une tournée en Turquie avec Zeynab Khanlarova en 1970, se produit au sein de son ensemble dans une série de concerts dans quatre parties du monde.
Aftandil Israfilov est l'auteur de jusqu'à 100 airs de danse, tels que Zemfira, Kamala, Nazila, Aynura, Jala, Basgalı.
Aftandil Israfilov reçoit le titre honorifique d'Artiste du peuple de la république d'Azerbaïdjan en 1998 et l'Ordre de la Gloire (Azerbaïdjan) en 2016 pour ses services exceptionnels dans le développement des arts du spectacle. Il était retraité personnel du Président de la République d'Azerbaïdjan depuis 2003.